# Адолф Велфли
Адолф Велфли (Берн, 29. фебруар 1864 — Берн, 6. новембар 1930) био је једна најистакнутијих швајцарских уметника примитивне или маргиналне уметности, ван званичних уметничких институција, који је своја дела створио током лечења од алкохолне психозе и схизофреније у Медицинском центру Валдај поред Берна, Швајцарска. Овај психотични болесник, који ће остати запамћен по свом опредељењу за писање и цртање, за собом је оставио 45 томова цретжа, 25.000 страница текста, 1.600 илустрација и 1.500 колажа, у којима је описао своју животну причу.

## Живот
Рођен је у околини Берна у Швајцарској, 29. фебруар 1864. године, као најмлађе од седморо деце у породици Велфи. Имао је несрећно детињство, јер је већ у десетој години постао сироче. Од тада је живио у многим несретним хранитељским породицама. Након што му је забрањено да воли девојку у коју се заљубио, од стрена њеног оца који га је презирао, привремено је напустио живот у Берну и извесно време радио је као путујући пољопривредни радник, да би се 1883. године придружио пешадији.
Одао се алкохолу и године 1890. осуђен је на две године затвора због покушаја злостављања две девојке, а 1895. године, након трећег инцидента, наводног злостављања девојчице, смештен је на психијатријску клинику Валдај у Берну, где је остао на лечењу због алкохолизма и схизофреније све до своје смрти 1930. године.
Суочавајући се са застрашујућим халуцинацијама, Волфли је често био изолован током прве деценије хоспитализације. Од 1910. године, почео је систематски и свестрано да се бави писањем и цртењем. Стварао је у самоћи своје болесничке собе, коју је обилато украшавао својим радовима.

## Дело
Након четири године проведене у клиници Адолф Велфли је почео да црта. Најранији сачувани радови су му из 1904. године. То су немирни, симетрични цртежи оловаком на новчаници.
Комбиновањем сликања, писања и музичких записа, настали су његови рани радови. Године 1908. године, када је у санаторијум у Валадај дошао психијатар Валтер Моргенталер (који је 1921. године објавио књигу „Ментални болесник као уметник: Адолд Фелфи”), Адолф је започео епски аутобиографски пројекат за који је утрошио преосталих 22 године свог живота. Текст је изненађујуће аутобиографски, написан на више од двадесет пет хиљада страница. У њега је Адолф додао поезију, музичке композиције и богато је илустрова са три хиљаде цртежа. Рукопис који је Адолф повезао и сложена у његовој ћелији, на крају је достигао висину од више од шест метара.
Биографија Адолф Велфлија почиње као авантуристичка географска светска експедиција, у којој је „Дуфи”„” (његов надимак из детињства) херој, и проширује се у грандиозну причу о космичком рату, катастрофи и освајању са Дуфијем претворенимм у св. Адолфа II. Фасцинантне илустрације и његове нарације су заправо лавиринтске креације и мандалакалне композиције густо комбинованог текста и идиосинкратских мотива.
Неколико дана пре његове смрти, Волфли се жалио на своју немогућност да заврши последњи део аутобиографије, грандиозно финале од скоро три хиљаде песама, које је назвао "Погребни март" (Funeral March).
Након четири деценије од његове смрти, 1972. године целеокупна дела Адолфа Велфија приви пут су јавно изложена, као „Документација 5” и од тада се приказивана широм Европе и Сједињених Америчких Држава.
На четрдесетпету годинишњицу од Волфије смрти . Адолфова невероватна уметничка продукција - укључујући аутобиографију и илустрацију, као и око осам стотина цртежа на посебним листовим - пребачена је из Психијатријског санаторијума Валдај у Музеј Кунст у Берну.